# 宮永龍
宮永 龍（みやなが りゅう）は、日本の漫画家、イラストレーター。

## 作品リスト

### 漫画
- 伊達人間（『ガンガン戦-IXA-』、『ガンガンONLINE』、スクウェア・エニックス）
- 童の草（『ガンガンONLINE』、スクウェア・エニックス）
- アインシュタインの怪物（『月刊Gファンタジー』、スクウェア・エニックス）

### イラスト
- 怪・三国志「馬謖の章」（曽我部七郎、『ガンガンONLINE』、スクウェア・エニックス）

| スタブアイコン | サブスタブ | この項目は、まだ閲覧者の調べものの参照としては役立たない、漫画家・漫画原作者に関連した書きかけの項目です。この項目を加筆・訂正などしてくださる協力者を求めています（P:漫画/PJ:漫画家）。 |